# Regierungsbezirk Arnsberg
Regierungsbezirk Arnsberg er et af fem Regierungsbezirke i den tyske delstat Nordrhein-Westfalen.

## Geografi
Regierungsbezirk Arnsberg ligger i den sydøstlige del af Nordrhein-Westfalen. Det dækker med sine fem storbyer i den nordvestlige del, en væsentlig del af det tætbefolkede Ruhrområde. Til gengæld er Sauerland (den sydlige og østlige del af regeringsdistriktet) ét af Tysklands tyndest befolkede områder.
Regierungsbezirket grænser i nord til regierungsbezirkene Münster og Detmold, i øst til delstaten Hessen, i syd til Rheinland-Pfalz og i vest til regierungsbezirkene Köln und Düsseldorf.

### Nuværende landkreise og kreisfrie byer
Regierungsbezirk Arnsberg består af syv landkreise med i alt 78 kommuner samt fem kreisfrie byer.

(indbyggertal pr. 31. december 2004)
| Landkreise | Kreisfrie byer |
| --- | --- |
| 1. Ennepe-Ruhr-Kreis (344.824 indb.) 2. Hochsauerlandkreis (277.715 indb.) 3. Märkischer Kreis (451.421 indb.) 4. Kreis Olpe (142.140 indb.) 5. Kreis Siegen-Wittgenstein (292.869 indb.) 6. Kreis Soest (309.013 indb.) 7. Kreis Unna (426.345 indb.) | 1. Bochum (388.179 indb.) 2. Dortmund (588.680 indb.) 3. Hagen (198.780 indb.) 4. Hamm (184.926 indb.) 5. Herne (171.831 indb.) |

51°19′47″N 8°00′26″Ø / 51.32967°N 8.0071°Ø
|  | Infoboks uden skabelon Denne artikel har en infoboks dannet af en tabel eller tilsvarende. |